# Wydział Dyrygentury Chóralnej, Muzyki Kościelnej, Edukacji Artystycznej, Rytmiki i Jazzu Akademii Muzycznej im. Stanisława Moniuszki w Gdańsku
Wydział  Dyrygentury Chóralnej, Muzyki Kościelnej, Edukacji Artystycznej, Rytmiki i Jazzu Akademii Muzycznej im. Stanisława Moniuszki w Gdańsku – jeden z czterech wydziałów Akademii Muzycznej im. Stanisława Moniuszki w Gdańsku. Jego siedziba znajduje się przy ul. Łąkowej 1-2 w Gdańsku.

## Struktura[2]
- Katedra Dyrygentury Chóralnej i Oratoryjno-Kantatowej
- Katedra Edukacji Muzycznej
- Katedra Rytmiki i Improwizacji Fortepianowej
- Katedra Muzyki Kościelnej
- Katedra Jazzu i Muzyki Estradowej

## Kierunki studiów
- Dyrygentura
- Edukacja artystyczna w zakresie sztuki muzycznej
- Jazz i muzyka estradowa[3]

## Władze[2][4]
Dziekan: dr Michał Kierzkowski

Prodziekani: 
- dr hab. Michał Kozorys
- dr Błażej Połom